# Joruma fumosa
Joruma fumosa är en insektsart som beskrevs av Henry Fairfield Osborn 1928. Joruma fumosa ingår i släktet Joruma och familjen dvärgstritar.
Artens utbredningsområde är Guatemala. Inga underarter finns listade i Catalogue of Life.